# Gary Coleman
Gary Wayne Coleman (Zion, Illinois, 8. veljače 1968. - Provo, Utah, 28. svibnja 2010.) je bio američki glumac. Najpoznatiji je po ulozi Arnolda Jacksona u Diff'rent Strokes.